# منطقة باثانامثيتا
باثانامثيتا رمزها «PT» (بالإنجليزية: Pathanamthitta)‏ ، هو تقسيم إداري لدولة الهند تتبع ولاية كيرلا (بالإنجليزية: Kerala)‏ ، مركزها هو مدينة باثانامثيتا (بالإنجليزية: Pathanamthitta)‏ عدد سكانها حسب تعداد سنة 2001 هو 1,231,577 ، مساحتها 2,462 كم² وكثافة السكان 500 لكل كم² .